# Forest Penetrator

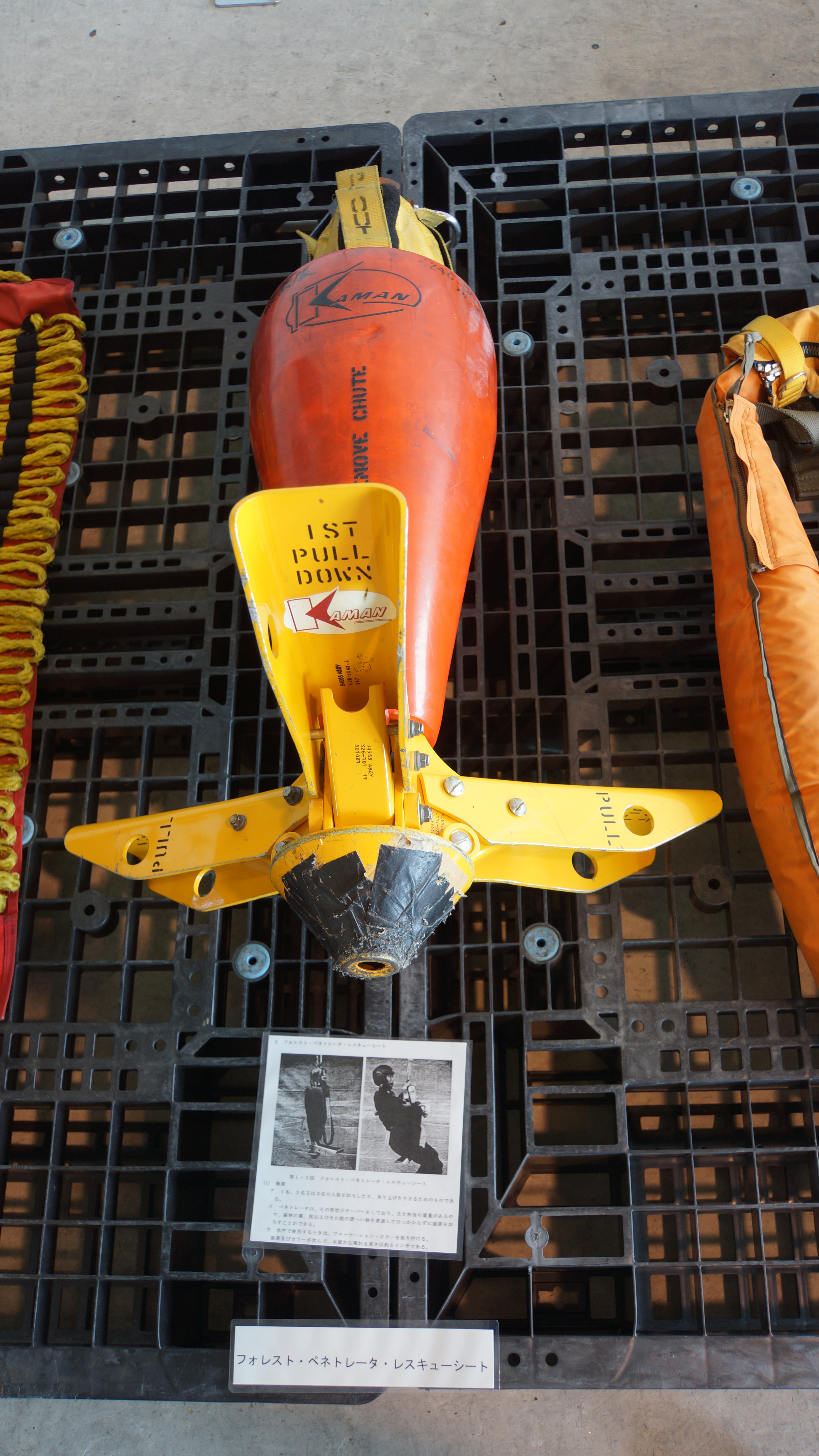

Der Forest Penetrator (in etwa "Waldeindringling") ist ein Rettungsmittel für die Luftrettung um Verunglückte aus dicht bewaldeten Gebieten an Bord des Hubschraubers holen zu können. Es ist geeignet um Baumkronen und das Unterholz zu durchbrechen. Zu rettende Personen können sich daran mittels Klappsitzen und Sicherungsgurten festhalten.
Im Vietnamkrieg hatten US-amerikanische Einheiten des Combat Search and Rescue Schwierigkeiten aus ihren Hubschraubern in der stark bewaldeten Landschaft an die Verunglückten heranzukommen. Die damals verwendeten Rettungsschlingen verhedderten sich in den dichten Baumkronen und erreichten deshalb nicht den Boden. Mitarbeiter von Kaman entwickelten deshalb den "Forest Penetrator". Die ersten Exemplare kamen Juni 1966 in Vietnam an; die Tests mit den ebenfalls neuen Seilwinden verzögerten sich bis September/Oktober. Der Forest Penetrator war erfolgreich und ersetzte zum Teil die Rettungsschlingen.
Es gibt verschiedene Varianten mit zwei bis drei Klappsitzen. Schwimmfähige Varianten ermöglichen eine Rettung aus dem Wasser. Manche Varianten verfügen über einen aufklappbaren Schutzschirm aus glasfaserverstärktem Kunststoff, welcher die Passagiere beim Hochziehen vor Baumästen schützen soll. Aber auch ohne den Schutzschirm gibt es selten Probleme mit dem Hochziehen.
Der Forest Penetrator ist primär für die Selbstrettung konzipiert. Bei Bedarf kann aber auch ein Helfer heruntergelassen werden. Bei zivilen Opfern wird immer ein Helfer benötigt, weil man davon ausgeht, dass die Personen nicht im Umgang mit dem Rettungsgerät vertraut sind.